# Boleslas IV de Pologne
Pour les articles homonymes, voir Boleslas.
Boleslas IV le Frisé (en polonais Bolesław IV Kędzierzawy) (né en 1120 et mort le 5 janvier 1173) est duc de Pologne de 1146 à 1173, il est le troisième fils de Boleslas III Bouche-Torse et de sa seconde épouse Salomé, la fille du comte Henri de Berg. Il est de la dynastie Piast.

## Le testament deBoleslasIIIBouche-Torse
Boleslas III Bouche-Torse meurt le 28 octobre 1138. Son testament, rédigé quelques années auparavant et inspiré des coutumes de Kiev, marque le début du démembrement territorial de la Pologne. Il a partagé son État entre ses quatre fils, chacun recevant un duché héréditaire. Ladislas II le Banni reçoit la Silésie (avec Wrocław comme capitale), Boleslas IV le Frisé reçoit la Mazovie et la Cujavie (avec Płock comme capitale), Mieszko III le Vieux reçoit la Grande-Pologne (avec Poznań comme capitale), Henri reçoit le duché de Sandomierz (avec Sandomierz comme capitale).
L’aîné des représentants mâles de la dynastie Piast, Ladislas II le Banni, devient le princeps (ou senior) et à ce titre, gouverne également sur la Petite-Pologne (avec Cracovie comme capitale), la Grande-Pologne orientale avec Gniezno et Kalisz, la Poméranie occidentale, la Poméranie orientale ainsi que la région de Łęczyca et de Sieradz (qui doit lui revenir après la mort de Salomé, la seconde épouse son père). C'est lui qui décide en dernier ressort sur les questions de politique étrangère, conclut les traités, déclare les guerres, a le droit d'investiture, est le chef et le juge suprême.
Casimir II le Juste, qui n’était pas né lors de la rédaction du testament, ne reçoit rien.

## BoleslasIVet ses frères s’opposent àLadislasII
Dès 1139, soutenu par sa mère Salomé et ses jeunes frères, Boleslas IV s’oppose à Ladislas II qui veut rétablir l’union de la Pologne.
En 1141, Ladislas lance une offensive contre ses frères et s’empare de plusieurs villes. L’archevêque de Gniezno et de nombreux magnats, qui estiment qu’une trop grande centralisation du pouvoir va à l’encontre de leurs intérêts et de leur influence, se rallient à Boleslas et à ses jeunes frères pour contrer un Ladislas de plus en plus puissant. En 1145, sur la Pilica, les jeunes ducs, soutenus par les magnats, obtiennent une première victoire sur Ladislas qui est obligé de reconnaître leur légitimité et leur rendre une partie du fief de leur mère Salomé qui vient de décéder.
En 1146, Ladislas II, la Rus' de Kiev et les Prussiens, lancent une triple attaque contre Boleslas et ses jeunes frères. Ladislas poursuit sa campagne jusqu’aux portes de Poznań. Durant le siège de la ville, les nouveaux territoires conquis se révoltent et l’archevêque de Gniezno lance un anathème contre Ladislas, ennemi de la paix et allié avec des païens. Trop présomptueux, Ladislas continue le siège de Poznań mais son armée est mise en déroute par d’importantes forces rebelles et il doit se replier sur Cracovie.

## Le règne deBoleslasIVle Frisé
Ladislas doit s’exiler en Saxe et Boleslas IV lui succède en tant que princeps (duc de Cracovie). Boleslas IV partage le territoire de Ladislas entre Mieszko III le Vieux et Henri de Sandomierz. En août 1146, Conrad III attaque la Silésie mais il est arrêté sur l’Oder. Il accepte de reconnaître le nouveau souverain polonais en échange d’un arrangement financier et de la promesse de se présenter à la cour impériale pour un arbitrage. Boleslas IV refusera l’arbitrage de l’empereur, trop occupé à régler des problèmes internes pour pouvoir l’imposer.
En 1148, le cardinal Guido, à la demande de l’épouse de Ladislas II et de ses amis de la cour impériale, se rend en Pologne et exige le retour de Ladislas. Recevant un refus de Boleslas, il lance un anathème contre les ducs polonais et interdit aux prêtres d’assumer leurs fonctions mais le clergé polonais refuse cet ordre. Il demande à Conrad III d’intervenir militairement en Pologne mais celui-ci, sous la menace d’une nouvelle guerre civile, est incapable d’obéir.
En 1151, Boleslas IV le Frisé marie sa sœur Agnieszka (en) à Mstislav II qui deviendra grand-prince de Kiev en 1167.
En 1157, après un ultimatum exigeant le retour de Ladislas II, Frédéric Barberousse, les Saxons et les Tchèques lancent l'invasion de la Pologne. Les troupes impériales traversent l’Oder et posent leurs conditions à Boleslas IV : la Silésie pour Ladislas II le Banni, de l’argent et des troupes pour la campagne militaire italienne de Frédéric Barberousse. Boleslas IV reconnaît d'abord la suzeraineté impériale, mais il annule le noble alors que Frédéric Barberousse commence sa campagne italienne en 1158: pas de troupes pour l’empereur, pas de Silésie pour Ladislas II le Banni.
En 1163, sous la menace d’une nouvelle attaque du Saint-Empire romain germanique, Boleslas IV offre la Silésie aux fils de Ladislas II le Banni, Mieszko IV Jambes Mêlées et Boleslas Ier le Long, les obligeant à renoncer à tous leurs droits héréditaires et en gardant le contrôle des villes importantes. En 1164, les deux fils de Ladislas consolident leur pouvoir et expulsent de Silésie les troupes de Boleslas.
En 1166, la campagne de Boleslas contre les Prussiens se solde par un échec et par la mort de son frère Henri de Sandomierz. N'ayant pas d’enfants, celui-ci avait désigné son jeune frère Casimir comme héritier. Cet héritage est contesté par les deux frères aînés qui ne lui laissent que le petit territoire de Wiślica. En 1172, les magnats tentent vainement de convaincre Casimir de renverser son frère Boleslas.
Boleslas IV le Frisé meurt le 5 janvier 1173. Mieszko III le Vieux de Grande-Pologne lui succède en tant que princeps. Casimir, le frère cadet qui a finalement obtenu le duché de Sandomierz, devient le tuteur de Lech, le fils unique de Boleslas IV le Frisé.

## Mariages et descendance
En 1137 Boleslas épouse en premières noces Viacheslava de Novgorod (née vers 1125 ; morte le 15 mars 1162 ?), fille de Vsevolod, prince de Novgorod et Pskov. Ils eurent trois enfants :
1. Boleslas (1156-1172) ;
2. Une fille (v. 1160 - après 1178), mariée vers 1172-1173 à Vasilko Iaropolkovich, prince de Choumsk et Drohiczyn ;
3. Lech (v. 1162-1186).

Après la mort de sa première épouse, Boleslas épouse Maria (en) (morte après 1173). Cette union demeure sans postérité.